# Franz Marziani von Sacile
Franz Marziani von Sacile (Vienna, 12 aprile 1763 – Linz, 8 ottobre 1840) è stato un militare austriaco. Fu attivo nelle guerre rivoluzionarie francesi e nelle guerre napoleoniche.

## Biografia
Nacque a Vienna nel 1763 da una famiglia di origine italiana. Entrò presto nell'esercito e già nel 1793, un anno dopo lo scoppio della guerra con la Francia, era capitano nel 12° reggimento di fanteria Manfredini. Fu promosso a maggiore nel 1797 e nel 1799 fu trasferito nel reggimento di fanteria Preiss. Fu quindi impiegato sul fronte italiano durante la guerra, combattendo sotto il comando del generale Kray nelle battaglie di Verona e di Magnano e partecipando in seguito alla battaglia di Modena. Venne promosso a tenente colonnello verso la fine dell'anno. L'anno seguente, dopo essere stato promosso a colonnello e trasferito nel 14° reggimento Klebek, fu coinvolto nella battaglia di Pozzolo. Rimasto in servizio nello stesso reggimento sino al 1807, partecipò alla guerra della Terza coalizione, combattendo in Tirolo. Ottenne la promozione a maggior generale nel 1807 e, contestualmente, venne affidato lui il comando di una brigata di stanza a Zagabria l'anno successivo. Nel 1809 fu impiegato al servizio del generale Albert Gyulay nella campagna dell'arciduca Giovanni in Italia, distinguendosi a Sacile e combattendo a Tarvisio. Al termine della guerra si prese un periodo di congedo.
Rientrò in servizio nel 1812, venendo promosso a tenente feldmaresciallo poco dopo. Ricevette, inoltre, l'elevazione al rango nobiliare, con il predicato von Sacile, in riferimento alla vittoria riportata tre anni prima, e il comando di una divisione nel Banato. L'anno seguente, venne lui affidato il comando di una divisione all'interno dell'esercito del generale Hiller, destinato ad invadere l'Italia nei mesi successivi. Al termine della guerra rimase di stanza in Italia per alcuni anni per poi essere trasferito nel 1817 a Leopoli come comandante di divisione. Nel 1818 venne elevato al rango nobiliare di cavaliere. Tornò a Zagabria nel 1820 e dal 1825 in seguito rivestì il ruolo di comandante civile e militare di Praga. Rimase nella città boema sino al termine della propria carriera militare, conclusasi 10 anni dopo. In tale occasione, ricevette il grado di Feldzeugmeister ad honorem. Morì a Linz l'8 ottobre 1840.

## Matrimonio e discendenza
Ebbe cinque figli dalla moglie Karoline List (1783-1842). Di tre di essi abbiamo delle notizie certe:
- Moritz (1804-1832) si arruolò nell'esercito, raggiungendo il grado di tenente, ma morì prematuramente;
- Georg (1805-1876), il figlio di mezzo, invece trovò un maggior successo nell'esercito, riuscendo a scalare le gerarchie e raggiungere il grado di tenente feldmaresciallo,[18] partecipando anche nelle guerre di indipendenza italiane;[19]
- Franz (1807-1867), il più giovane fu un funzionario dell'amministrazione finanziaria.[18]